# Francia Kongó
Francia Kongó Franciaország gyarmata volt, amely mai Kongói Köztársaság, Gabon és Közép-afrikai Köztársaság területén helyezkedett el.
1880-ban jött lére, mint protektorátus, a határait Cabindával, Kamerunnal és a Kongói Szabadállammal a következő évtizedekben szerződésekkel alakították ki. A gyarmatot úgy kívánták fejleszteni, hogy óriási koncessziókat adományoztak harminc francia cégnek, amelyek hatalmas földterületekre tettek szert azzal a feladattal, hogy fejlesztéseket kell végrehajtaniuk. Valójában alig tettek valamit; tevékenységük jórészt abban merült ki, hogy kiaknázták a területük elefántcsont-, gumi- és fakincsét. 
Mindez nagy brutalitással és a helyiek rabszolgasorba süllyesztésével történt. Ennek ellenére a cégek többnyire veszteségesek voltak, csak tíz termelt közülük nyereséget. A cégek közül több csak papíron létezett. 
1906-ban Francia Kongót ideiglenesen felosztották Gabon és Közép-Kongó között, de 1910-ben Francia Egyenlítői-Afrika néven újraegyesítették. 